# Prayssac
Prayssac é uma comuna francesa na região administrativa da Occitânia, no departamento de Lot. Estende-se por uma área de 24.05 km², e possui 2.394 habitantes, segundo o censo de 2018, com uma densidade de 100 hab/km².